# 플래그 더 문
《플래그 더 문》(스페인어: Atrapa la bandera)는 2015년 개봉된 스페인의 애니메이션, 모험 영화이다.

## 출연

### 주연
- 이경태
- 이지현
- 다니 로비라
- 미셸 제너

### 조연
- 신경선
- 탁원제
- 서원석
- 김도영
- 이인석
- 이현
- 김혜성
- 강시현
- 문유정
- 안효민
- 오리올 타라고

## 기타
- 총제작: 엑셀 쿠쉐바츠키
- 제작협력: 빅토리아 보라스
- 제작협력: 이그나시오 살라자-심슨
- 배역: 카렌 린제이 스튜어트